# Los Jaivas
Los Jaivas est une groupe chilien de rock, originaire de Viña del Mar. Son style musical va du folk (musique traditionnelle chilienne) au rock. Elle incorpore des instruments et rythmes latino-américains et spécialement andins. Ce groupe est né en 1963 à Viña del Mar, dans la région de Valparaíso, sur la côte du Chili et est toujours actif. Il est considéré comme l' « un des groupes les plus importants et influents du Chili et du reste de l'Amérique du sud » .

## Histoire

### Origines et succès (1963–1998)
Les origines de Los Jaivas remontent au noyau familial des frères Eduardo, Claudio et Gabriel Parra, originaires de Viña del Mar. Avec leurs amis et camarades de classe du lycée Guillermo Rivera Cotapos, situé dans la rue Montaña (à quelques pas de la Quinta Vergara), Eduardo « Gato » Alquinta et Mario Mutis, ils commencent à découvrir la musique comme moyen d'exprimer leur créativité et leur agitation permanente.
C'est ainsi que le 15 août 1963, sous le nom de The High and Bass, qui fait allusion à la différence de taille entre les frères Parra, Gato et Mario, ils donnent leur première représentation au théâtre municipal de la ville, en interprétant, entre autres, la chanson Sueña de Luis Dimas. La représentation est désastreuse et le public les désapprouve fortement. Au cours des six années suivantes, avec une formation stable (Eduardo aux claviers, Claudio à l'accordéon et au piano, Gabriel à la batterie, Gato à la guitare et Mario à la basse), le groupe développe sa proposition musicale lors de fêtes et de rencontres sociales à Viña del Mar, interprétant principalement de la musique tropicale, du cha-cha-cha, de la bossa nova et des boléros, avec de bons résultats.
Entre 1970 et 1971, alors que le groupe s'appelle désormais Los Jaivas, ses concerts deviennent des improvisations absolues, sans scripts ni plans préparés, chaque instrument de musique générant ses propres atmosphères, même avec l'aide du public. L'improvisation les conduit à apprécier les racines musicales latino-américaines et à explorer les sons des instruments ancestraux, ce qui leur permet de combiner des styles apparemment inconciliables, mais que Los Jaivas décident de capturer dans leur création musicale ultérieure. Plusieurs concerts de cette période, notamment ceux donnés au Festival de Música de Vanguardia de Viña del Mar (janvier 1970), à la Sala de la Reforma de la Facultad de Ciencias y Artes Musicales de la Universidad de Chile (mai 1970), au Cine Arte de Viña del Mar (juin 1970) et au Parque del Instituto Cultural de Las Condes (mai 1970), ainsi que la bande sonore préparée pour un film qui n'a jamais vu le jour (¿Qué Hacer? de Raúl Ruiz, bande sonore enregistrée en octobre 1970), sont réunis dans la collection de cinq disques intitulée La Vorágine, qui documente l'étape connue sous le nom de préhistoire de Los Jaivas.

### Interruption des enregistrements et décès de Gato (1999–2013)

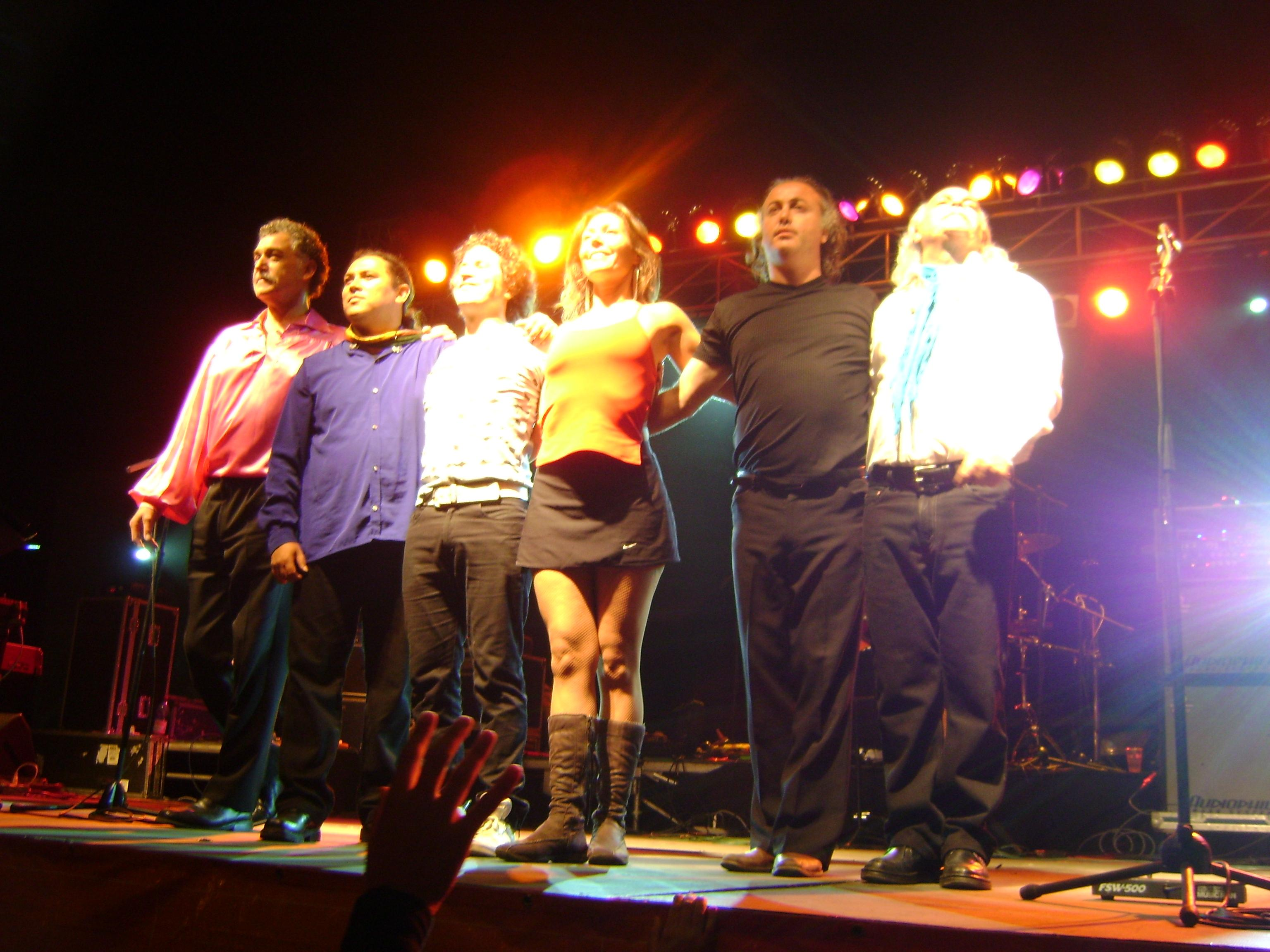
Los Jaivas lors de leur prestation à la Semaine du Pichilemina en 2009.

Entre 2000 et 2002, le groupe sort la compilation de cuecas En el Bar-Restaurant 'Lo Que Nunca Se Nunca Supo' et l'album Arrebol, qui réunit de nouvelles compositions et toutes les chansons enregistrées lors de leurs retrouvailles avec le Chili ; il marque également l'entrée dans le groupe de Carlos Cabezas au charango, aux instruments à vent et aux percussions et aux chœurs ; Arrebol est aussi le dernier album de chansons originales publié jusqu'alors par Los Jaivas.
À cette date, la double compilation Obras Cumbres est également sortie et se vend avec succès dans tout le pays. En 2002, ils participent au Festival de la Canción de Viña del Mar, le dimanche 24 février. Le 7 décembre 2002, ils donnent un concert avec le chanteur argentin Fito Páez. Les deux événements sont diffusés sur Canal 13.
En janvier 2003, la tragédie frappe à nouveau. Eduardo « Gato » Alquinta, leur chanteur, décède inopinément sur une plage de Coquimbo, dans le nord du Chili. Ses adieux sont massifs. Une fois de plus, le groupe décide de continuer malgré tout, en incorporant trois des enfants de Gato, Ankatu (guitare), Eloy (flûte, saxophone et instruments à vent) et Aurora (chant), pour le remplacer. Avec cette formation, le groupe part en tournée nationale sous le nom de Gato Presente. Aurora quitte le groupe et le chant est confié à Mario et Carlos. Avec cette formation, le groupe poursuit son travail et effectue des tournées dans tout le pays en 2003, année au cours de laquelle il reçoit le prix national de la musique, le prix du président de la République et la médaille Pablo Neruda.
De manière inattendue et seulement un an après le décès de son père, Eloy est victime d'une crise cardiaque et meurt à l'âge de 32 ans, au retour d'un voyage en Argentine, et est remplacé par son coéquipier Francisco Bosco. En 2004, le groupe réédite son album classique Alturas de Machu Picchu, à l'occasion du centenaire de la naissance du poète Pablo Neruda, accompagné d'une édition DVD de luxe de l'émission spéciale de télévision enregistrée en 1981 dans le site historique de Machu Picchu (Pérou), une œuvre conjointe de la télévision nationale du Pérou et du Chili, et d'une tournée dans tout le pays pour présenter cette œuvre complète, qui est un succès de fréquentation.
En 2005, sort la compilation Canción de amor, qui rassemble des chansons romantiques parues dans toute la discographie du groupe. Entre autres activités, le groupe donne en 2006 un concert historique sur l'île de Pâques, avec l'orchestre de la marine chilienne, dans le cadre des célébrations du mois de la mer. Le 20 septembre 2006, Canal 13 diffuse l'émission spéciale Los Jaivas en Rapa Nui : Ojos Que Miran el Universo, qui comprenait des fragments du concert, ainsi que des interviews du groupe et des habitants de l'île. L'enregistrement DVD de l'événement est finalement publié en novembre 2007 sous le titre Los Jaivas en Rapa Nui. Le 27 septembre, l'album Homenaje a Los Jaivas est publié par plusieurs musiciens chiliens (dont Álvaro Henríquez, Los Bunkers, Javiera y Los Imposibles, Difuntos Correa et Chancho en Piedra). Bien qu'ils ne fassent pas partie de l'album officiel, Fahrenheit a rendu un hommage à Los Jaivas dans la deuxième édition de leur album Nuevos tiempos, avec une version de Todos juntos.

### 50eanniversaireet film biographique (2013–2020)
Le 15 août 2013, le groupe a organisé un grand concert gratuit pour célébrer son 50e anniversaire dans le Parque Forestal de Santiago, devant le Museo de Bellas Artes, où il présentait également une exposition de photos et de graphiques de son histoire.
Plus de 60 000 personnes assistent à l'événement et d'importants groupes musicaux chiliens accompagnent la célébration. Tumulto, Sol Domínguez, Tita Parra, Chancho en Piedra, Los Tres, Florcita Motuda, Inti-Illimani Histórico, Joe Vasconcellos, Juana Fé, Congreso, Colombina Parra, Saiko, Nicole et Sergio Lagos sont quelques-uns des artistes qui ont participé à l'hommage où les figures d'Eduardo « Gato » Alquinta et Gabriel Parra sont commémorées de façon permanente. Pour l'occasion, Eduardo Parra, membre du groupe original, fait également le voyage depuis Paris, où il a lu certains de leurs poèmes et interprété certaines de leurs chansons
En mars 2013, l'année même des célébrations du 50e anniversaire du groupe, le cinéaste chilien et néerlandais Erasmo de la Parra (fils de Claudio Parra) a convaincu les musiciens de réaliser un long métrage dramatique basé sur la trajectoire créative du groupe, de l'enfance à l'époque où ils étaient connus sous le nom de The High Bass à Viña del Mar, au début des années 1960. Le réalisateur a annoncé sur la page Facebook officielle du film que la production aurait fait l'objet de longues négociations avec Netflix, mais que la maison de production a finalement opté pour d'autres projets. Le film, intitulé High Bass, est en préproduction et devrait sortir en 2023, avec la participation de producteurs belges, néerlandais et britanniques. La distribution comprend les artistes Eusebio Arenas, Diego Noguera, Marina Mutis Parra et Celine Reymond, entre autres,.

### 60 ans d'existence (depuis 2021)
Lors des Premios Musa 2021, ils remportent le Lifetime Achievement Award. Dans le cadre de cette reconnaissance, une peinture murale est créée à l'entrée du parc Quinta Vergara à Viña del Mar, leur ville d'origine.
Ils se sont produits au LXIIe Festival Internacional de la Canción de Viña del Mar pour célébrer les 60 ans de sa création. À cette occasion, le public leur a remis les traditionnelles Gaviotas d'or et d'argent, mais la municipalité de Viña del Mar leur a également remis les clés de la ville. Ils sont également devenus le premier groupe à remporter la Mouette de platine, qui n'avait été décernée qu'à trois reprises jusqu'alors. 

## Discographie

### Albums studio
- 1969 : La Vorágine (réédité en 5 CD en 2004)
- 1971 : Los Jaivas ; connu comme El Volantín'
- 1972 : La Ventana
- 1972 : Palomita Blanca (édité en 1992)
- 1974 : Los Sueños de América, con Manduka (édité en 1979)
- 1975 : Los Jaivas'
- 1977 : Canción del Sur
- 1981 : Alturas de Machu Picchu
- 1982 : Aconcagua
- 1984 : Obras de Violeta Parra
- 1989 : Si Tú No Estás
- 1995 : Hijos de la Tierra
- 1997 : Trilogía: El Reencuentro
- 1999 : Mamalluca
- 2001 : Arrebol

### Albums live
- 1983 : Los Jaivas en Argentina
- 1983 : Los Jaivas en Moscú
- 1991 : Los Jaivas en Vivo: Gira 1988

### Compilations
- 1980 : Mambo de Machaguay
- 2000 : En el Bar-Restaurant 'Lo Que Nunca Se Supo
- 2002 : Obras Cumbres (set de 2 CD)
- 2005 : Canción de Amor

### Singles
- 1972 : Ayer Caché/ Todos Juntos
- 1972 : Mira Niñita / Cuero y Piel
- 1973 : Indio Hermano / Corre que Te Pillo
- 1976 : Mambo de Machaguay / En tus Horas
- 1978 : Bebida Mágica / Sueño del Inca

### Vidéos et DVD
- 1999 : Alturas de Macchu Picchu en Vivo
- 2000 : Mamalluca: Nace una Obra Sinfónica
- 2001 : Los Jaivas en Vivo, Gira Chile 2000
- 2004 : Alturas de Machu Picchu (DVD réédition)